# Le Page disgracié
Le Page disgracié, où l’on void de vifs caractères d’hommes de tous tempéramens et de toutes professions est un roman-mémoires publié en 1643 par Tristan L'Hermite à Paris chez T. Quinet.

## L’œuvre
Le Page disgracié, qui raconte à la première personne les dix-neuf premières années de la vie du narrateur, participe autant des mémoires que du roman, même à clé. Dans le prélude, le narrateur s'en explique nettement : il se pique de « faire vrai » en traçant une histoire « déplorable », avec exactitude, et comme par « une réflexion de miroir ». On trouve donc beaucoup de détails historiques dans cette œuvre où l'on voit revivre les figures de Scévole de Sainte-Marthe, du duc de Mayenne et du roi Henri IV. Ce roman offre, de surcroît, une multitude de renseignements sur la ville et la province, les lettres, les arts, le théâtre, les mœurs et les croyances populaires des premières années du XVIIe siècle. Le narrateur ne fournit pas de très longs détails sur les bas-fonds de la société, préférant s’arrêter sur des scènes de la vie royale ou seigneuriale, sur des tableaux militaires ou sur des tableaux de genre, pleins du vieil esprit gaulois. Les mœurs y paraissent souvent rudes, voire grossières, mais la verve ne s'en trouve pas absente. Les mérites d’observation et de style font de cette œuvre un précurseur du roman réaliste, abondant en croquis pleins de vigueur et de vérité où défile toute une galerie de portraits : précepteurs, poètes, comédiens, valets, brillants cavaliers, femmes du monde, dépeints en traits énergiques et colorés. La narration est alerte, vive, claire, aimable, enjouée. Cette œuvre annonçait peut-être une suite, qui ne fut jamais écrite.

## L’histoire

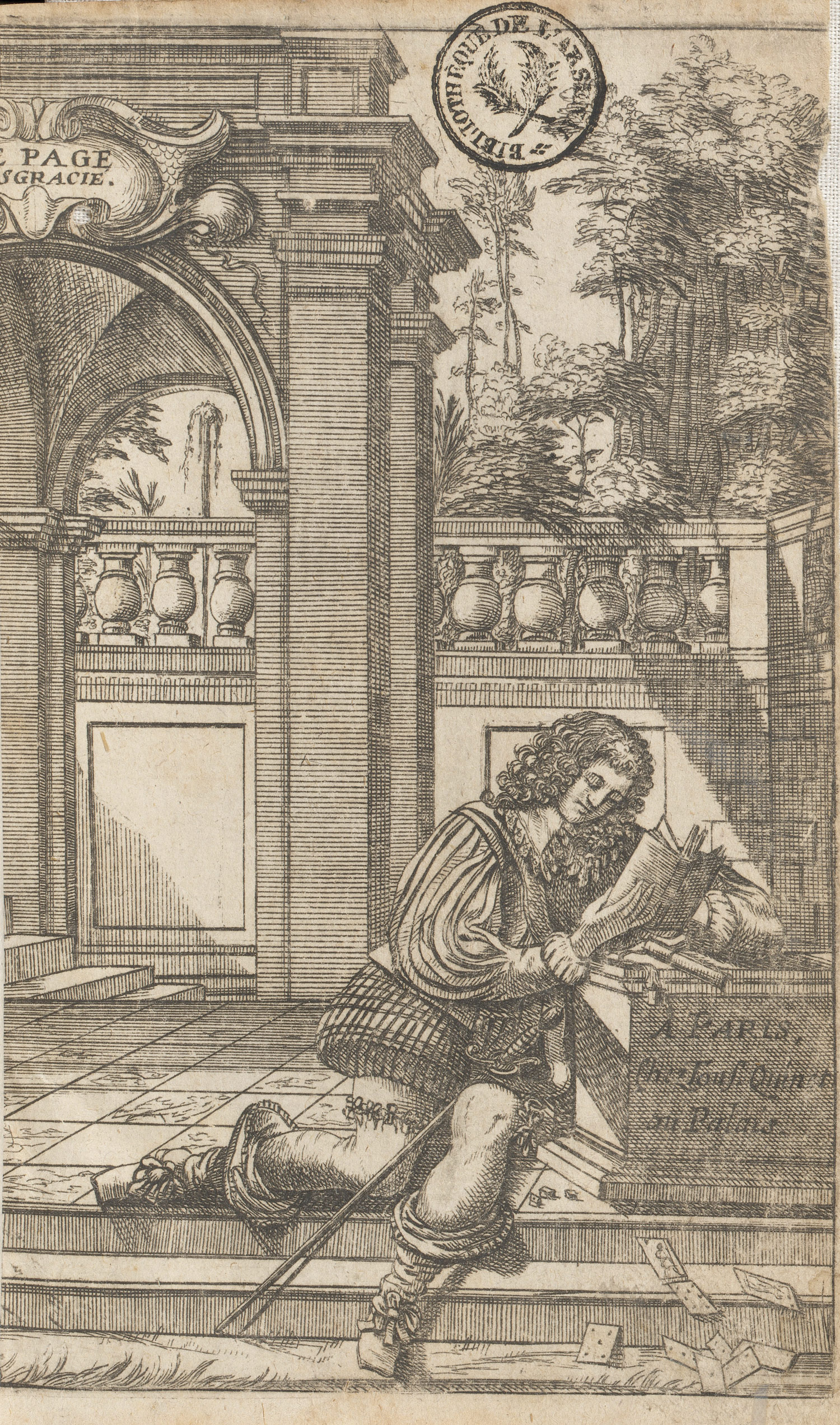
Le Page disgracié

Le narrateur décrit sa naissance au château du Solier, dans la Marche. Enfant précoce, il étonne à trois ans son aïeule maternelle, qui l’amène à Paris. Un parent, Miron, évêque d’Angers, s’intéresse à lui. Le roi Henri IV prend le jeune narrateur à sa cour, comme compagnon d’un de ses enfants naturels, Henri de Bourbon, fils de la marquise de Verneuil. Henriette d’Entragues, occasion, pour le narrateur, de curieux tableaux des mœurs de la « Maison du roi ». Un gentilhomme de Normandie, Claude du Pont, ancien précepteur de Miron, et futur précepteur de Gaston, frère de Louis XIII, est chargé de l’éducation des deux jeunes gens. Très sévère, il ne craint pas d’user du fouet pour la moindre peccadille. Le narrateur lit énormément et les romans exercent une grande influence sur lui et sur ses compagnons. À la suite d’une punition, il se réfugie dans une troupe de comédiens, où il retrouve le poète Théophile : joueur, il se passionne pour les combats de cailles et de coqs. Un jour, après avoir moitié tué un cuisinier, il est obligé de se sauver ; rentré à Paris, il se réfugie chez le gouverneur du petit roi Louis XIII, qui obtient sa grâce. Mais, après une nouvelle incartade, – deux coups d’épée donnés mal à propos – il est obligé de se réfugier en Angleterre. Auparavant, il a fait la connaissance, dans la forêt de Fontainebleau, d’un mystérieux vieillard, sans doute un alchimiste, qui lui procure un refuge à Londres chez un philosophe de ses amis. Le narrateur réussit à se faire placer chez une grande dame, de la fille de laquelle il s’éprend : accusé d’empoisonnement, il parvient à s’évader, se rend en Écosse, à Édimbourg, puis en Norvège. Il rentre plus tard en France, court les routes, où il a des aventures avec toute une population de voleurs et de charlatans homosexuels. Il vend un cheval, qu’un de ses oncles lui a donné, et part en pèlerinage pour Saint-Jacques-de-Compostelle, mais il est arrêté à Poitiers. On le retrouve, peu après, secrétaire d’une gouvernante, dont il rédige les lettres d’amour. Il entre chez Nicolas de Sainte-Marthe, lieutenant général de Poitou, puis chez le marquis de Villars, au château du grand Pressigny : le narrateur devient le favori du marquis et en profite pour mener grand train ; mais il est mal vu de la marquise, quitte cette demeure et devient alors secrétaire du duc de Mayenne ; il vit à Bordeaux, où il est présenté au roi en 1620. Rentré à la cour, il prend part avec le roi, en 1621, aux expéditions contre les huguenots en Poitou et en Touraine. Il entraîne le lecteur, à sa suite, successivement à Niort, à Saint-Jean-d’Angély, à Clairac (parfois écrit Clérac), jusqu’en 1621, date à laquelle s’arrête son récit.

## Roman à clé
Une clé, donnée dans la réédition de 1667, déclare que l’histoire du page disgracié est une histoire véritable. L’avertissement dit, en parlant de l'auteur : « En cet ouvrage, il s’est voulu peindre soi-même, et représenter avec la vivacité de son esprit, les avantages de sa naissance et les malheurs de sa fortune. »

## Édition moderne
- Le Page disgracié, éd. Jean Serroy, Grenoble, Presses Universitaires de Grenoble, 1980.  (ISBN 9782706101854)